# منچستر (تنسی)
منچستر(به انگلیسی: Manchester) شهری در ایالت تنسی کشور ایالات متحده آمریکا است که جمعیت آن در سرشماری سال ۲۰۱۰ میلادی، ۱۰٬۱۰۲ نفر بوده‌است.